# De Bilt (dorp)
De Bilt is een dorp in de Nederlandse gemeente De Bilt. Op 1 januari 2023 had De Bilt 10.890 inwoners.

## Naamgeving
De naam van het dorp komt van belt. Een belt is een heuveltje, het woord is vergelijkbaar met het hedendaagse bult. De plaats is ontstaan op een van de uitlopers van de Utrechtse Heuvelrug.

## Geschiedenis
De ontstaansgeschiedenis van De Bilt gaat terug tot de twaalfde eeuw en hangt onder meer samen met de afdamming van de Kromme Rijn in 1122. Door de steeds weer terugkerende overstromingen van de Kromme Rijn was het gebied moerassig en moeilijk toegankelijk. De afdamming, gedaan in opdracht van bisschop Godebald, maakte de ontginning van het gebied mogelijk.
Bij akte in 1122 schonk Mathilde, echtgenote van keizer Hendrik V, aan het pas opgerichte dubbelklooster Oostbroek, wat later een benedictijnenklooster werd. Dit klooster kreeg het eeuwigdurend bezit van het gehele moerasgebied Oostbroek en het aangrenzende grondgebied, dat volgens bedoelde akte in het spraakgebruik 'vene' werd genoemd. Niet alleen werd het grondgebied geschonken, maar ook enkele heerlijke rechten zoals het recht van tijnsheffing en het innen van tienden, alsmede het recht tot wetgeving, rechtspraak en bestuur.
De nogal eens vermeende datum van 14 maart 1122 van deze schenkingsakte wordt daarom beschouwd als het begin van het lokale overheidsgezag. Sinds 1997 wordt 14 maart in de gemeente De Bilt officieel Mathildedag genoemd. Verder wordt De Bilt genoemd in 1372, als een van de plaatsen die verwoest is door de Geldersen.
In 1457 werd er een drievoudige moord gepleegd op onder andere Nicolaas van Yperen, burgemeester van Haarlem en zijn schepen Gerrit van Noortwyck. Deze waren als gezanten onderweg naar bisschop David van Bourgondië en ter hoogte van het dorp De Bilt werd deze aanslag gepleegd. De adellijke familie Van Brederode werd verdacht van deze aanslag.

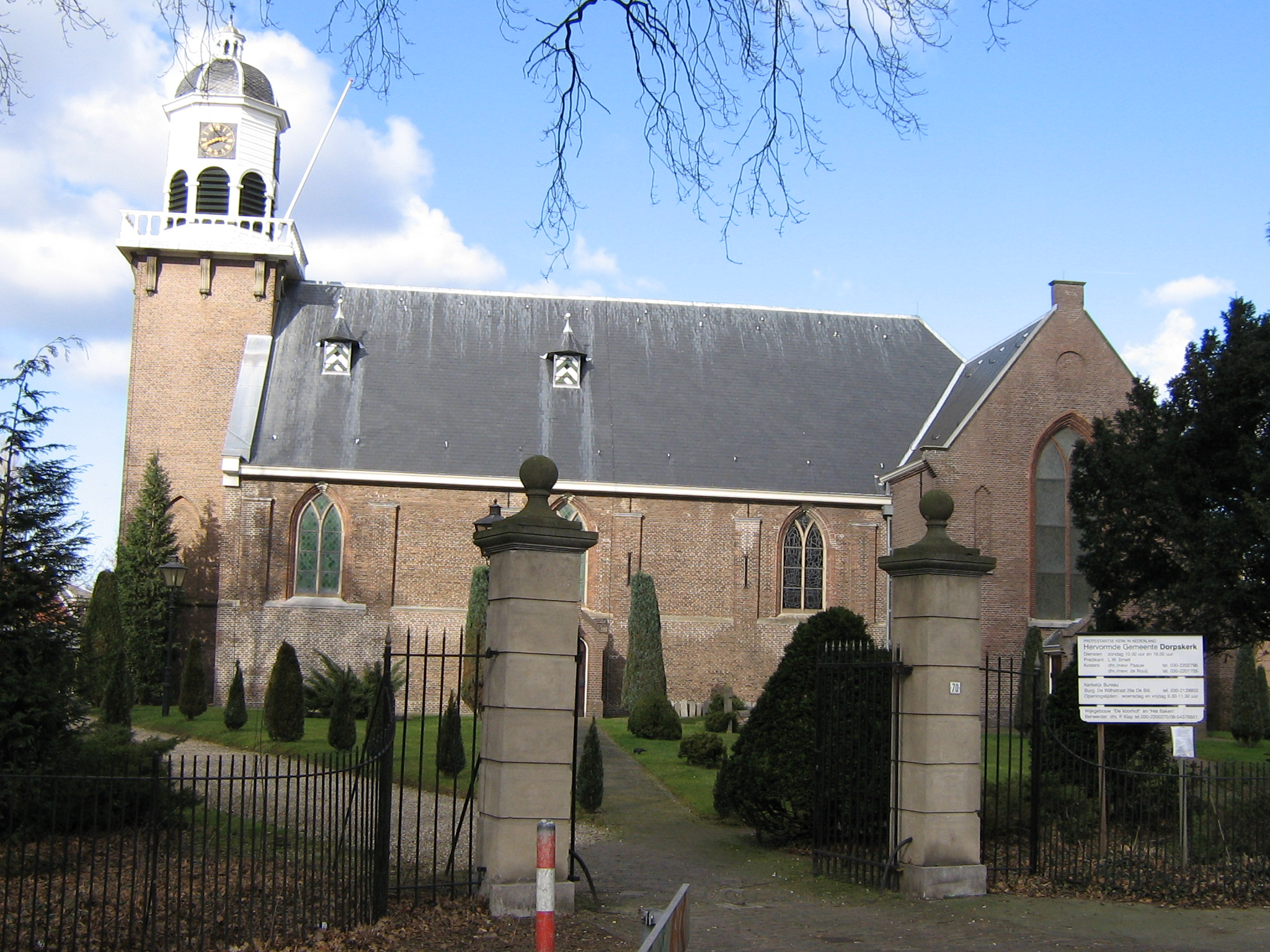
Dorpskerk

Rond 1640 werd de Biltsche Grift aangelegd, een vaart vanaf de stad Utrecht over De Bilt naar Zeist. In de 17e en 18e eeuw verkochten de Staten van Utrecht grote stukken grond (die onder andere in eigendom waren geweest van het klooster te Oostbroek) aan vermogende burgers, die er vele buitenplaatsen bouwden. De Bilt is sinds lange tijd doorgangsplaats vanuit het oosten naar Utrecht, waardoor er herbergen en bijbehorende ambachten ontstonden langs de Dorpsstraat.
De bewoning in het gebied waar nu De Bilt ligt dateert van ruim vóór 800 v. Chr., vermoedelijk zelfs van vóór 2000 v. Chr. Een en ander kan afgeleid worden uit archeologische vondsten, waaronder grafheuvels uit de bronstijd.

## Voorzieningen en bezienswaardigheden
- Het Koninklijk Nederlands Meteorologisch Instituut (KNMI)
- Het atelier en beeldentuin van Jits Bakker, te vinden naast het dorp.
- Verschillende buitenplaatsen en landgoederen van de Stichtse Lustwarande:
  - Landgoed Vollenhoven, een van de oudste landgoederen in de streek
  - Landgoed Houdringe, ook wel bekend als hoofdkantoor van Sweco Nederland
  - Landgoed Beerschoten
  - Landgoed Sandwijck
- Van Boetzelaerpark
- De oude school, in originele staat verkerend gebouw uit 1652.
- Dorpskerk aan de Dorpsstraat uit 1652.
- Heilige Michaëlkerk (De Bilt)
- Kunstmarkt De Bilt, iedere tweede zaterdag in september in het Van Boetzelaerpark.
- Marktdag De Bilt, iedere tweede zaterdag van september bij de Dorpskerk en op de Dorpsstraat.
- Fort de Bilt, tussen De Bilt en Utrecht.
- Cultureel & Vergader Centrum H.F. Witte[7]

## Geboren in De Bilt

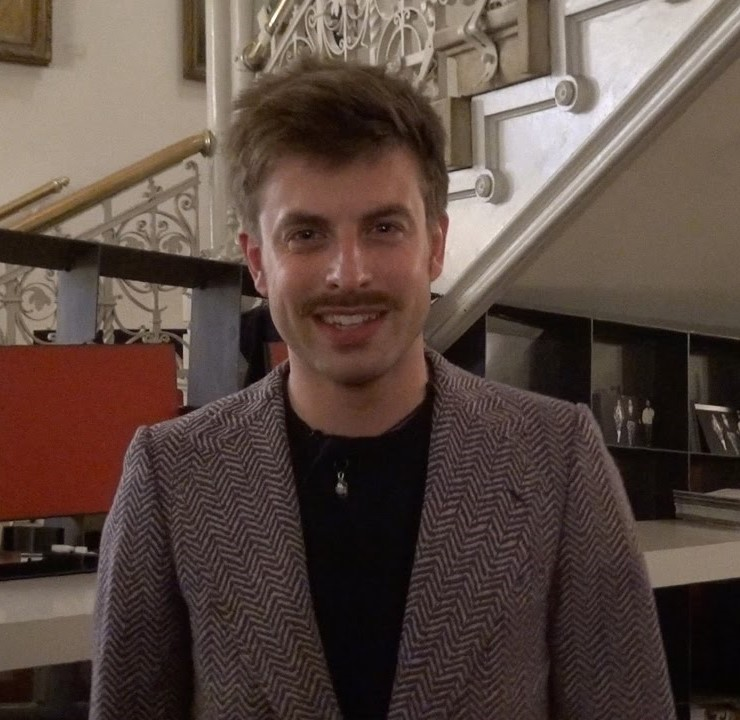
Joost Oomen,
geboren in 1990

| - John Blankenstein, scheidsrechter en homoactivist - Auke Bloembergen, raadsheer Hoge Raad der Nederlanden - Carel van Boetzelaer van Dubbeldam, politicus - Berend Boudewijn, acteur, presentator, theaterdirecteur en tv-regisseur - Carel Brendel, journalist en auteur - Joost Broerse, voetballer - Hendrik Jan Davids, tennisser - Jetske van den Elsen, tv-presentatrice - Maria van Everdingen, beeldhouwster - Wim Flight, voetballer - Corrie Hafkamp, kinderboekenschrijfster - Bas Haring, filosoof, schrijver en tv-presentator - Robert Havekotte, waterpoloër - Marieke Henselmans, journaliste - Daniela Hooghiemstra, historicus, journalist - Freddie Hooghiemstra, hockeyer - Bert Kuipers, predikant en kunstschilder - Piet Meerburg, theaterondernemer, verzetsstrijder - Lucas van Merwijk, drummer, broer van Jeroen van Merwijk - Ben Moerkoert, vliegenier | - Patty Mundt, hockeyer en coach - Johan van Oeveren, componist, organist en dirigent - Joost Oomen, dichter en schrijver - Gerard Overdijkink, hockeyer - Ted Ponjee, componist, muziekpedagoog en saxofonist - Martijntje Quik, roeister - René Radermacher Schorer, jurist, bibliofiel - Rutger Schoute, musicus, muziekpedagoog en journalist - Henk Schulte Nordholt, Indonesiëkundige - Manja Smits, politica - Michaël van Straalen, ondernemer en bestuurder (voorzitter MKB-Nederland) - Coen Swijnenberg, radio-diskjockey - Loek des Tombe, jurist en CHU-prominent - Tim Visser, rugbyer - Jan Waaijer, politicus - Arno Wellerdieck, voetballer - Erik van der Wurff, musicus |